# Vĩnh Xương (diễn viên)
Nguyễn Vĩnh Xương (sinh ngày 30 tháng 10 năm 1975 tại Hà Nội) là một nam diễn viên người Việt Nam. Anh được biết đến qua các bộ phim Đầu bếp và đại gia, Hà Nội 12 ngày đêm, Sinh tử, Đấu trí.

## Tiểu sử
Vĩnh Xương sinh năm 1975 tại Hà Nội. Anh từng giữ chức Trưởng đoàn 1 – Nhà hát Kịch Việt Nam, tuy nhiên, anh quyết định nghỉ việc để hoạt động kinh doanh để phụ giúp gia đình.

## Đời tư
Vĩnh Xương là một người rất kín tiếng về đời tư. Năm 2009, anh kết hôn với Tăng Minh Nguyệt và cả hai người đã có hai cậu con trai sinh đôi.

## Danh sách tác phẩm

### Phim điện ảnh
| Năm  | Tựa phim           | Vai diễn | Đạo diễn     | Ghi chú | Nguồn |
| ---- | ------------------ | -------- | ------------ | ------- | ----- |
| 2000 | Vào Nam ra Bắc     | Tiến     | Phi Tiến Sơn |         |       |
| 2002 | Hà Nội 12 ngày đêm | Đức      | Bùi Đình Hạc |         |       |

### Phim truyền hình
| Năm  | Tựa phim                   | Vai diễn             | Đạo diễn                                         | Ghi chú | Kênh | Nguồn       |
| ---- | -------------------------- | -------------------- | ------------------------------------------------ | --- | ---- | ----------- |
| 1999 | Dư âm hạnh phúc            | Tuấn                 | Nguyễn Danh Dũng                                 | | VTV3 |             |
| 2000 | Bức đại tự                 | Lân                  | Mạc Văn Chung                                    | | VTV1 |             |
| 2001 | Đôi dòng                   | Vĩnh                 | Vũ Trường Khoa                                   | | VTV1 |             |
| 2003 | Khi đàn chim trở về        | Hiếu                 | Nguyễn Danh Dũng, Đỗ Chí Hướng                   | | VTV3 |             |
| 2004 | Chuyện phố phường          | Lý                   | Nguyễn Danh Dũng, Phạm Thanh Phong               | | VTV1 |             |
| 2008 | Đầu bếp và đại gia         | Xuân Tình/Lê Tài     | Trần Lực                                         | | VTV3 | [ 5 ] [ 6 ] |
| 2010 | Cuồng phong                | Liêm                 | Bùi Huy Thuần                                    | Thuộc loạt phim Cảnh sát hình sự                                                                              | VTV1 |             |
| 2011 | C13 đón tết                | Bảo vệ               | Đào Duy Phúc                                     | Phim được phát sóng vào dịp Tết Nguyên đán                                                                    | VTV3 |             |
| 2013 | Đi qua mùa nắng            | Thầy Tài             | Bùi Tiến Huy, Nguyễn Đức Hiếu                    | | VTV6 |             |
| 2014 | Bão qua làng               | Chiến                | NSƯT Trần Quốc Trọng, Lê Mạnh                    | | VTV1 |             |
| 2015 | Sóng ngầm                  | Hùng                 | Nguyễn Mạnh Hà                                   | | VTV1 |             |
| 2019 | Sinh tử                    | Lê Ngọc Khải         | Nguyễn Khải Hưng, Nguyễn Mai Hiền                | | VTV1 |             |
| 2020 | Hồ sơ cá sấu               | Mạc Kiên             | Nguyễn Mai Hiền                                  | Thuộc loạt phim Cảnh sát hình sự                                                                              | VTV3 |             |
| 2021 | Phố trong làng             | Lê Văn Lợi           | Nguyễn Mai Hiền                                  | | VTV1 |             |
| 2022 | Anh có phải đàn ông không? | Ông Triệu            | Trịnh Lê Phong                                   | | VTV3 |             |
| 2022 | Đấu trí                    | Đinh Hoàng Đức       | Nguyễn Danh Dũng, Bùi Quốc Việt, Nguyễn Đức Hiếu | Phim lấy cảm hứng tích hợp từ Vụ án sai phạm tại Công ty cổ phần Công nghệ Việt Á và Vụ án Nhật Cường Mobile. | VTV1 | [ 7 ]       |
| 2023 | Biệt dược đen              | Ông Nguyễn Hoàng Phi | Phạm Gia Phương, Trần Trọng Khôi                 | Thuộc loạt phim Cảnh sát hình sự                                                                              | VTV3 | [ 2 ]       |
| 2023 | Chúng ta phải hạnh phúc    | Hòa "già làng"       | Đinh Thái Thụy                                   | | VTV1 |             |
| 2024 | Những nẻo đường gần xa     | Ông Nam              | Nguyễn Mai Hiền                                  | | VTV1 |             |
| 2024 | Hoa sữa về trong gió       | Tổng biên tập        | Bùi Tiến Huy                                     | | VTV1 |             |
| 2024 | Độc đạo                    | Phạm Quân            | Phạm Gia Phương, Trần Trọng Khôi                 | | VTV3 |             |
| 2025 | Có anh, nơi ấy bình yên    | Bằng                 | Nguyễn Danh Dũng                                 | | VTV1 |             |

### Kịch
| Năm  | Tác phẩm            | Vai diễn | Tác giả | Nguồn |
| ---- | ------------------- | -------- | ------- | ----- |
| 2022 | Người trong cõi nhớ |          |         | [ 8 ] |

## Giải thưởng và đề cử
| Năm  | Giải thưởng    | Hạng mục                                           | Tác phẩm | Kết quả   | Tham khảo |
| ---- | -------------- | -------------------------------------------------- | -------- | --------- | --------- |
| 2023 | Cánh Diều Vàng | Nam diễn viên phụ xuất sắc phim truyện truyền hình | Đấu trí  | Đoạt giải | [ 9 ]     |